# Transamination

Exemple de réaction de transamination

La réaction de transamination est une réaction chimique toujours réversible qui consiste en l'échange d'un fonction amine primaire entre un acide α-aminé et un α-cétoacide. Cette réaction est catalysée par une enzyme, la transaminase. 
Par exemple :
Glutamate + Oxaloacétate ⇔ Alpha-cétoglutarate + Aspartate
Ce processus permet la dégradation des protéines et la synthèse du glucose à partir de substances non glucidiques.
Si un acide α-aminé perd sa fonction amine sans transfert, on parle de désamination et il y a libération d'ammoniac.